# 152-я гвардейская ракетная бригада
152-я гвардейская ракетная Брестско-Варшавская, ордена Ленина, Краснознамённая, ордена Кутузова бригада (сокр. 152 рбр, в/ч 54229) — ракетное соединение Сухопутных войск Российской Федерации. Бригада дислоцируется в г. Черняховск Калининградской области.
Соединение находится в составе 11-го армейского корпуса.

## История
152-я гвардейская ракетная бригада ведёт свою историю от 3-й истребительной бригады (3 ибр) 2-й истребительной дивизии РККА. «Боевым крещением» для бригады стала Курская битва, где формирование приняло свой первый бой.
Гвардейский статус 3-й истребительной бригаде присвоен 10 августа 1943 года с сохранением прежнего изначального номера. Соединение находилось в рядах действующей армии с 12 июня 1942 года по 10 августа 1943 года и с 14 сентября 1943 года по 9 мая 1945 года. Первоначально соединение было сформировано как 3-я истребительная бригада, затем оно стало 3-й гвардейской истребительной бригадой и в итоге переформировано в 1943 году в 3-ю гвардейскую истребительно-противотанковую артиллерийскую бригаду (3 гв. иптабр).
После войны бригада находилась в ГСВГ и подчинялась напрямую командованию Группы войск. Дислоцировалось формирование в районе Штрелиц-Альт (или Альт-Штрелиц) (Strelitz-Alt / Altstrelitz) города Нойштрелиц Германской Демократической Республики. В 1960-е годы произошло переформирование соединения в ракетное. В конце 1980-х, в процессе расформирования ГСВГ, 152-я бригада (в/ч 96759) выведена в г. Черняховск Калининградской области.

## Вооружение
На вооружении бригады стоит оперативно-тактический ракетный комплекс «Искандер» с 5 февраля 2018 года. 9 мая 2018 года комплекс был продемонстрирован на параде Победы в Калининграде.
В 1991 году на вооружении стоял ОТРК 9К72 «Эльбрус».

## Награды
За участие в сражениях Второй мировой войны, соединение удостоилось почётных наименований «Брестская», «Варшавская», орденов Ленина, Красного Знамени и Кутузова 2-й степени. 12 воинов-противотанкистов удостоилось звания Герой Советского Союза:
- Власенко, Сергей Платонович, гвардии старший сержант, командир орудия 280-го гвардейского истребительно-противотанкового полка.
- Зыкин, Филипп Трофимович, гвардии старший сержант, командир орудия 282-го гвардейского истребительно-противотанкового полка.
- Игишев, Георгий Иванович, капитан, командир батареи истребительно-противотанкового артиллерийского полка 3-й истребительной бригады 2-й истребительной дивизии.
- Калганов, Алексей Нестерович, гвардии старший сержант, командир орудия 282-го гвардейского истребительно-противотанкового полка.
- Коробешко, Мирон Андреевич, гвардии старшина, старшина батареи 280-го гвардейского истребительно-противотанкового полка.
- Морозов, Григорий Константинович, гвардии старший сержант, командир орудия 282-го гвардейского истребительно-противотанкового артиллерийского полка.
- Перфильев, Николай Алексеевич, гвардии сержант, заместитель командира орудия 280-го гвардейского истребительно-противотанкового полка.
- Смолин, Александр Сергеевич, гвардии старший лейтенант, командир батареи 282-го гвардейского истребительно-противотанкового артиллерийского полка.
- Тарасенко, Василий Фомич, гвардии капитан, командир батареи 282-го гвардейского истребительно-противотанкового артиллерийского полка.
- Флоренко, Алексей Васильевич, гвардии младший лейтенант, командир огневого взвода 280-го гвардейского истребительно-противотанкового артиллерийского полка.
- Шаповалов, Афанасий Афанасьевич, гвардии подполковник, командир 282-го гвардейского истребительно-противотанкового артиллерийского полка.
- Цыбенко, Иван Семёнович, гвардии капитан, командир батареи 282-го гвардейского истребительно-противотанкового артиллерийского полка.